# William James Roche

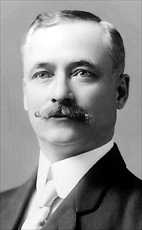
William James Roche (Fotografie von William James Topley)

Hon. William James Roche, PC (* 30. November 1859 in Clandeboye, Westkanada; † 30. September 1937 in Ottawa, Ontario) war ein kanadischer Politiker der Konservativen Partei Kanadas, der unter anderem zwischen 1896 und 1917 mit Unterbrechungen Mitglied des Unterhauses sowie zeitweise Minister im neunten kanadischen Kabinett war, wobei er zwischen 1911 und 1912 als Staatssekretär von Kanada de Facto zweiter Außenminister von Kanada fungierte.

## Leben
William James Roche absolvierte nach dem Schulbesuch in Lucan Biddulph und London ein Studium der Medizin am Trinity Medical College in Toronto sowie an der University of Western Ontario und nahm nach Abschluss eine Tätigkeit als Arzt in Minnedosa auf. Er wurde bei der Unterhauswahl am 23. Juni 1896 im Wahlkreis „Marquette“ mit 1533 Stimmen erstmals zum Mitglied des Unterhauses gewählt und bei den darauf folgenden Unterhauswahlen am 7. November 1900 mit 2809 Stimmen, am 3. November 1904 mit 2594 Stimmen, am 26. Oktober 1908 mit 3285 Stimmen sowie am 21. September 1911 mit 3409 Stimmen in diesem Wahlkreis wiedergewählt, so dass er dem Parlament von Kanada bis zum 16. Dezember 1917 mehr als 21 Jahre lang angehörte. Während seiner langjährigen Unterhauszugehörigkeit war er unter anderem mehrmals Mitglied der Ständigen Ausschüsse für Bankwesen und Handel, für öffentliche Finanzen, für Eisenbahnen, Kanäle und Telegrafenlinien, für Landwirtschaft und Kolonisierung, für auslaufende Gesetze und für Geschäftsordnung, verschiedener Sonderausschüsse sowie der Gemeinsamen Ständigen Ausschüsse für die Parlamentsbibliothek und Druckereiwesen.
Am 10. Oktober 1911 wurde Roche als Staatssekretär für Kanada in das neunte kanadische Kabinett Premierminister Robert Borden berufen und bekleidete dieses Amt bis zum 28. Oktober 1912, woraufhin Louis Coderre seine Nachfolge antrat. Aufgrund seiner Berufung zum Kabinettsminister am 10. Oktober 1911 war formell eine Nachwahl im Wahlkreis „Marquette“ notwendig, die er am 27. Oktober 1911 per Akklamation gewann. Als Staatssekretär für Kanada fungierte er de Facto zwischen dem 10. Oktober 1911 und dem 31. März 1912 als zweiter Außenminister von Kanada.
William James Roche selbst wurde im Zuge einer Kabinettsumbildung am 29. Oktober 1912 Nachfolger von Robert Rogers als Innenminister und General-Superintendent für Indianerangelegenheiten und bekleidete diese Ämter bis zum Ende von Bordens Amtszeit am 11. Oktober 1917. Zugleich war er in Personalunion als Nachfolger von Rogers vom 29. Oktober 1912 bis zu seiner Ablösung durch Coderre 9. Februar 1913 auch Bergbauminister.